# Daphnella elegantissima
Daphnella elegantissima é uma espécie de gastrópode do gênero Daphnella, pertencente à família Raphitomidae.